# Peaceful Easy Feeling
A Peaceful Easy Feeling az Eagles 1972. december 1-jén megjelent dala, a dalt Jack Tempchin írta. Ez a dal volt a zenekar 1972-es Eagles című albumából készült harmadik kislemez. A dal a slágerlistákon a 22. helyet érte el, máig a zenekar egyik legnépszerűbb dala.  A szólót Glenn Frey énekli, Bernie Leadon a fő vokált énekli (a második szakasz kezdetétől), éneküket Randy Meisner egészíti ki háromszólamúvá.

## A mű története
A dalt Jack Tempchin írta, akkoriban, amikor szülővárosában, San Diegóban kávézókban turnézott. Előadásainak hirdetésére egy barátja készített plakátot, melyen több kitalált idézet is szerepelt híres személyektől, akik Tempchin tehetségét igazolták. Az egyik ilyen plakát az egyik kávézó tulajdonosához került El Centróban. Egyik éjjel, az előadása után Tempchin a klub padlóján töltötte az éjszakát, a Peaceful Easy Feeling első változatát a plakát hátulján alkotta meg. Miután visszatért San Diegóba, ahol más zenészekkel közös szálláson osztozott, hirtelen megszállta az ihlet, és elhatározta, hogy befejezi a dalt.
|  | „ Ott ültünk az ablaknál, és bámultuk azokat a csodálatos lányokat a buszmegállóban, és mire a buszuk megérkezett, beléjük szerettünk. Akkoriban sokat beszéltünk arról, hogy a szerelem soha nem jön el, amíg az ember maga keresi. De hát, fiatalokként, nem tudtuk nem keresni a szerelmet, akár csak egy napig sem.” |
|  | |

Egy ezt követő útján San Diego egyik parkjában Tempchin megpillantott egy lányt, akinek barna bőre és türkiz fülbevalója megragadta a képzeletét; ezt a pillanatot megörökítette a dalban is. Később erről így emlékezett: „Úgy gondolom, minden megpillantott lány szépségének lényegét megpróbáltam először papírra vetni, majd dalban megírni”. A dal harmadik versszakát később az egyik San Diegó-i gyorsétterem parkolójában írta meg.
Nem sokkal később Tempchin Los Angelesbe költözött, és megpróbált bekerülni a zeneiparba Jackson Browne-nal, Glenn Frey-jel és J.D. Southerrel együtt. Frey meghallgatta Tempchin Peaceful Easy Feeling dalát, és megkérdezte, hogy tovább írhatná-e, hozzátéve, hogy új zenekara, az Eagles csak nyolc nappal azelőtt alakult meg. Másnap egy kazettán bemutatta Tempchinnek a dal általa alkotott változatát. Tempchin később ezt mondta: „olyan jó volt, hogy alig akartam elhinni”.

## Zenészek
- Glenn Frey – szólóének, akusztikus gitár
- Bernie Leadon – elektromos gitár, vokál
- Randy Meisner – basszusgitár, háttérvokál
- Don Henley – dob

## Slágerlisták
| Lista (1972–73)               | Legjobb pozíció |
| ----------------------------- | --------------- |
| Kanada (Canadian Hot 100)     | 35              |
| Kanadai RPM magazin (RPM)     | 22              |
| US Billboard Hot 100          | 22              |
| US Easy Listening (Billboard) | 20              |

## Fordítás
- Ez a szócikk részben vagy egészben  a   Peaceful Easy Feeling című angol Wikipédia-szócikk ezen változatának fordításán alapul.  Az eredeti cikk szerkesztőit annak laptörténete sorolja fel. Ez a jelzés csupán a megfogalmazás eredetét és a szerzői jogokat jelzi, nem szolgál a cikkben szereplő információk forrásmegjelöléseként.